# U-740
Unterseeboot 740 foi um submarino alemão do Tipo VIIC, pertencente a Kriegsmarine que atuou durante a Segunda Guerra Mundial.

## Comandantes
| Comandante           | Data                                     |
| -------------------- | ---------------------------------------- |
| Kptlt. Günther Stark | 27 de março de 1943 - 6 de junho de 1944 |

## Subordinação
Durante o seu tempo de serviço, esteve subordinado às seguintes flotilhas:
| Período                                   | Flotilha                                  |
| ----------------------------------------- | ----------------------------------------- |
| 27 de março de 1943 - 31 de março de 1944 | 8. Unterseebootsflottille (treinamento)   |
| 1 de abril de 1944 - 6 de junho de 1944   | 1. Unterseebootsflottille (serviço ativo) |